# Nenad Maslovar
Nenad Maslovar, född 20 februari 1967, är en montenegrinsk tidigare fotbollsspelare.
Nenad Maslovar spelade 3 landskamper för det jugoslaviska landslaget.